# Kenny Swain (Fußballspieler, 1952)
Kenneth „Kenny“ Swain (* 28. Januar 1952 in Birkenhead, England) ist ein ehemaliger englischer Fußballspieler und derzeit als Trainer der englischen U-16-Fußballnationalmannschaft tätig. Seine größten Erfolge als Spieler feierte er mit Aston Villa, mit denen er 1981 die englische Meisterschaft gewann und im Folgejahr den Titel im Europapokal der Landesmeister 1981/82 gegen den FC Bayern München holte.

## Spielerkarriere

### FC Chelsea
Kenny Swain startete seine Spielerkarriere 1973/74 beim FC Chelsea in der englischen Football League First Division. Erst nach dem Abstieg seines Vereins aus der Football League First Division 1974/75, konnte er sich in der Stammformation seiner Mannschaft etablieren. In der Saison 1976/77 feierte er mit Chelsea die Rückkehr in die erste Liga und krönte diesen Erfolg anschließend durch den Klassenerhalt in der First Division. Die Saison in der Football League First Division 1978/79, verlief dafür umso schlechter, denn Chelsea stieg erneut in die Second Division ab. Kenny Swain wechselte bereits während der Saison im Dezember 1978 zum erfolgreicheren Ligarivalen Aston Villa.

### Aston Villa

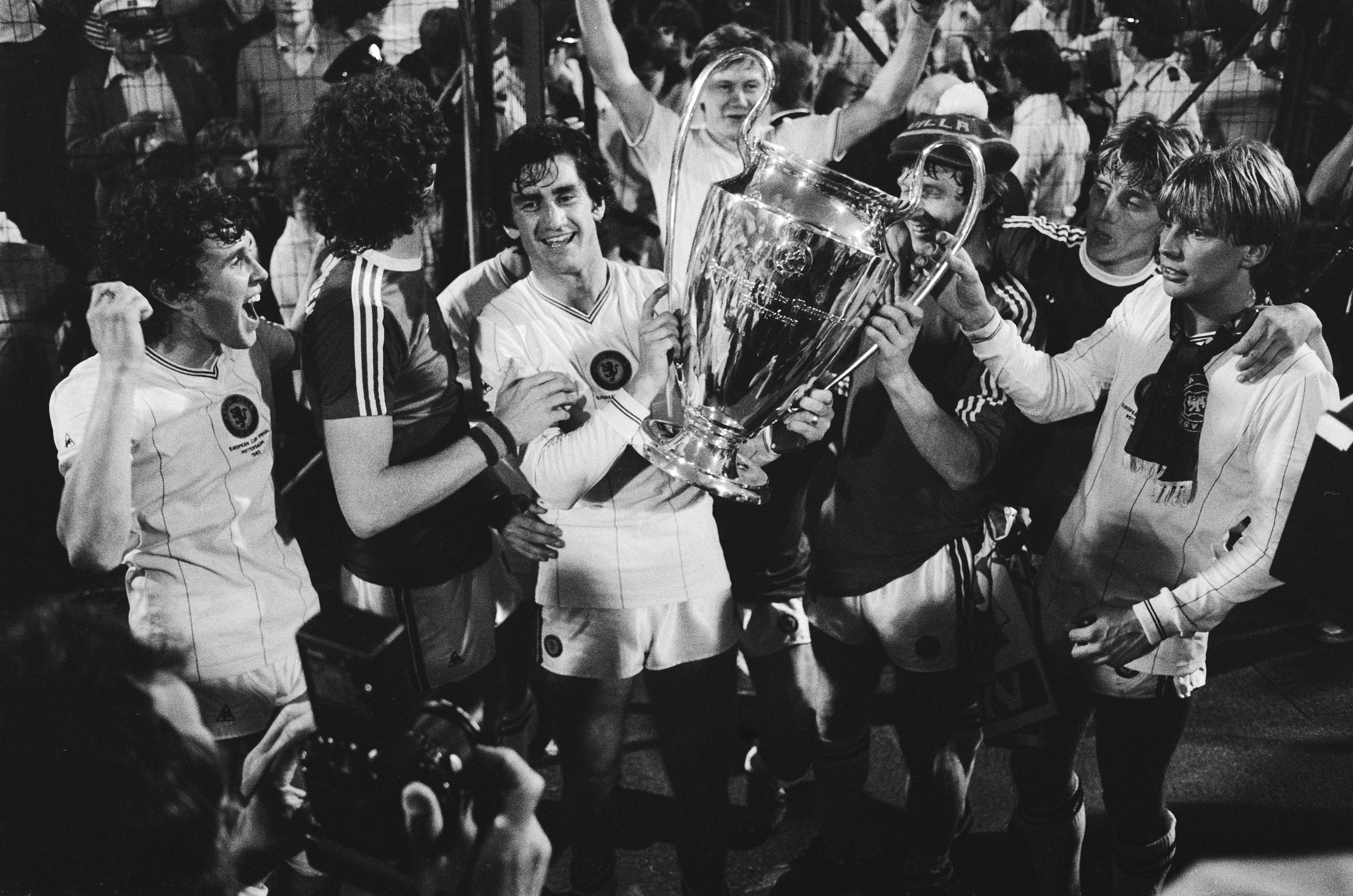
Kenny Swain (3. v. r., mit Mütze) mit Gary Williams, Peter Withe, Dennis Mortimer, Tony Morley und Gary Shaw mit dem Pokal nach dem Finalsieg im Europapokal der Landesmeister gegen den FC Bayern München, 1982

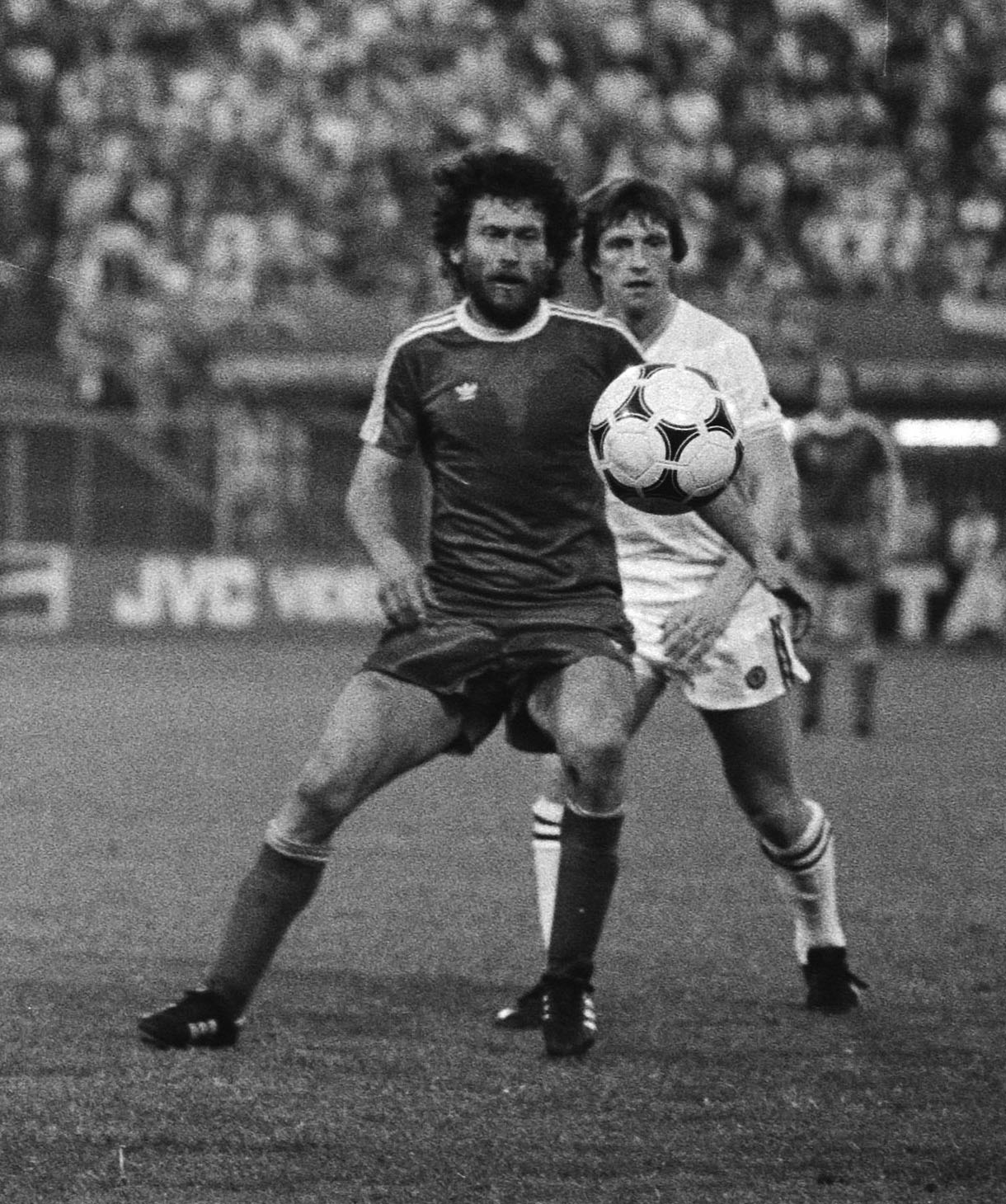
Kenny Swain (Hintergrund) bewacht Paul Breitner im Finalspiel des Landespokals der Landesmeister, 1982

Die Mannschaft von Trainer Ron Saunders beendete die Saison auf dem achten Tabellenrang und konnte diese Platzierung in der Saison 1979/80 noch um einen Platz steigern. Den bis dato größten Erfolg feierte das Team jedoch in der Football League First Division 1980/81, als Kenny Swain mit seinen Mitspielern Tony Morley, Jimmy Rimmer und Peter Withe überraschend den Titel in der englischen Meisterschaft gewinnen konnte. Eine Steigerung erfuhr dieser Erfolg in der Folgesaison, als Villa unter dem neuen Trainer Tony Barton den Europapokal der Landesmeister 1981/82 durch das goldene Tor von Peter Withe gegen den deutschen Meister FC Bayern München gewinnen konnte. Nach diesen großen Erfolgen wechselte der inzwischen 30-jährige Swain im Oktober 1982 zu Nottingham Forest.

### Nottingham Forest
Sein neuer Verein hatte zuvor ebenfalls sehr erfolgreich agiert. Mit dem Trainerduo Brian Clough und Peter Taylor war Forest 1977/78 englischer Meister geworden und hatte sich anschließend zwei Mal in Folge den Titel im Europapokal der Landesmeister gesichert. Zum Zeitpunkt von Kenny Swains Wechsel befand sich die Mannschaft gerade im Umbruch und konnte erst in der Football League First Division 1983/84 wieder an die Tabellenspitze anschließen. Im gleichen Jahr erreichte Nottingham mit Kenny Swain, Hans van Breukelen, Viv Anderson und Garry Birtles im UEFA-Pokal 1983/84 das Halbfinale und scheiterte erst dort knapp am belgischen Vertreter RSC Anderlecht.

### FC Portsmouth
Im Juli 1985 wechselte der 33-jährige Swain zum Zweitligisten FC Portsmouth und verpasste mit seinem neuen Verein in der Saison 1985/86 erst in den Play-offs den Aufstieg in die erste Liga. Dieser gelang dafür ein Jahr später durch einen zweiten Tabellenrang hinter Derby County. Nach dem Abstieg aus der Football League First Division 1987/88 wechselte der inzwischen 36-Jährige zum unterklassigen Verein Crewe Alexandra und ließ dort in den folgenden Jahren seine erfolgreiche Spielerkarriere ausklingen.
Seit 2004 trainiert Kenny Swain die englische U-16-Fußballnationalmannschaft.

## Erfolge/Titel
- Englischer Meister: 1980/81
- Europapokal der Landesmeister: 1981/82